# Wilhelm af Wetterstedt (diplomat)
Nils Erik Wilhelm af Wetterstedt, född 8 november 1815 i Stockholm, död 1 januari 1887 i Skövde, var en svensk friherre, diplomat och översättare av operatexter. Han var son till Niclas Joachim af Wetterstedt.

## Biografi
af Wetterstedt blev 1832 student vid Uppsala universitet, där han avlade kansliexamen. Han började sin bana i statlig tjänst som kanslist i hovkanslersexpeditionen. af Wetterstedt blev andre sekreterare i kabinettet för utrikes brevväxlingen 1840, legationssekreterare i Wien 1845, tillförordnad legationssekreterare i Berlin 1847, legationssekreterare i Köpenhamn samma år och i Haag 1848, tillförordnad chargé d'affaires i Haag 1851, åter legationssekreterare i Köpenhamn 1852
och i Wien 1855, tillförordnad chargé d'affaires i Wien 1856, chargé d'affaires i Köpenhamn samma år, ministerresident i  Förenta staterna 1858, tillika svensk-norsk generalkonsul i Washington samma år, envoyé extraordinaire och ministre plénipotentiaire i Nederländerna 1860 samt var envoyé extraordinaire och ministre plénipotentiaire i Förenta staterna 1864–1870. Han blev kammarjunkare 1837 och kammarherre 1856. af Wetterstedt blev friherre på samma gång som fadern 1853. Han  översatte bland annat operorna Norma, Regementets dotter, Kärleksdrycken, Lucie och Kronjuvelerna. Därutöver tycks af Wetterstedt blott ha publicerat en anonym debattskrift, Några Ord i Öresundska lotsfrågan af en svensk för d. diplomat (G. Carlson, 1874).

## Utmärkelser

### Svenska utmärkelser
- Kommendör av första klass av Nordstjärneorden, 3 maj 1862.
- Riddare av Nordstjärneorden, 28 april 1856.

### Utländska utmärkelser
- Kommendör av 1.graden Danska Dannebrogorden, 4 september 1857.
- Riddare av Danska Dannebrogorden, 24 juli 1848.
- Storkorset av Mexikanska Guadeloupeorden, 1864.
- Storkorset av Nederländska Lejonorden, 1864.
- Kommendör av Norska Sankt Olavs orden, 13 oktober 1870.
- Riddare av Norska Sankt Olavs orden, 3 april 1857.

## Tryckta översättningar
- Felice Romani: Kärleksdrycken: komisk opera i två akter (L' elisir d' amore) (musiken af G. Donizetti, Östergren-Hirsch, 1840)
- Felice Romani: Den okända: tragisk opera i två akter (La straniera) (musiken af Vincenzo Bellini, Norstedt, 1841)
- Felice Romani: Norma: opera seria i tre akter (Norma) (musiken af Vincenzo Bellini, Norstedt, 1841)
- Felice Romani: Sömngångerskan: opera i tre akter (La sonnambula) (musiken af Vincenzo Bellini, Norstedt, 1842)
- Giovanni Gherardini: Skatan, eller Stölden i byn Palaiseau: opera i två akter (La gazza ladra) (musiken af G. Rossini, Åberg, 1843)
- Felice Romani: Anna Boleyn: opera i fyra akter (Anna Bolena) (musiken af Gaëtano Donizetti, 1844)
- Henri de Saint-Georges och Jean François Alfred Bayard: Regementets dotter: komedi med sång i två akter (La fille du régiment) (musiken af Gaëtano Donizetti, Hirsch, 1845)
- George Gordon Byron: Himmel och jord: mysterium (Seligmann, 1879)